# Kuivasaari
Pour l’article homonyme, voir Mustasaari.
Kuivasaari (suédois : Torra Mjölö, français : Ile sèche) est une île à Helsinki en Finlande.

## Description
Kuivasaari est une île fortifiée utilisée par les forces armées finlandaises.
Des excursions sont organisées par le M/S Marival.

## Galerie

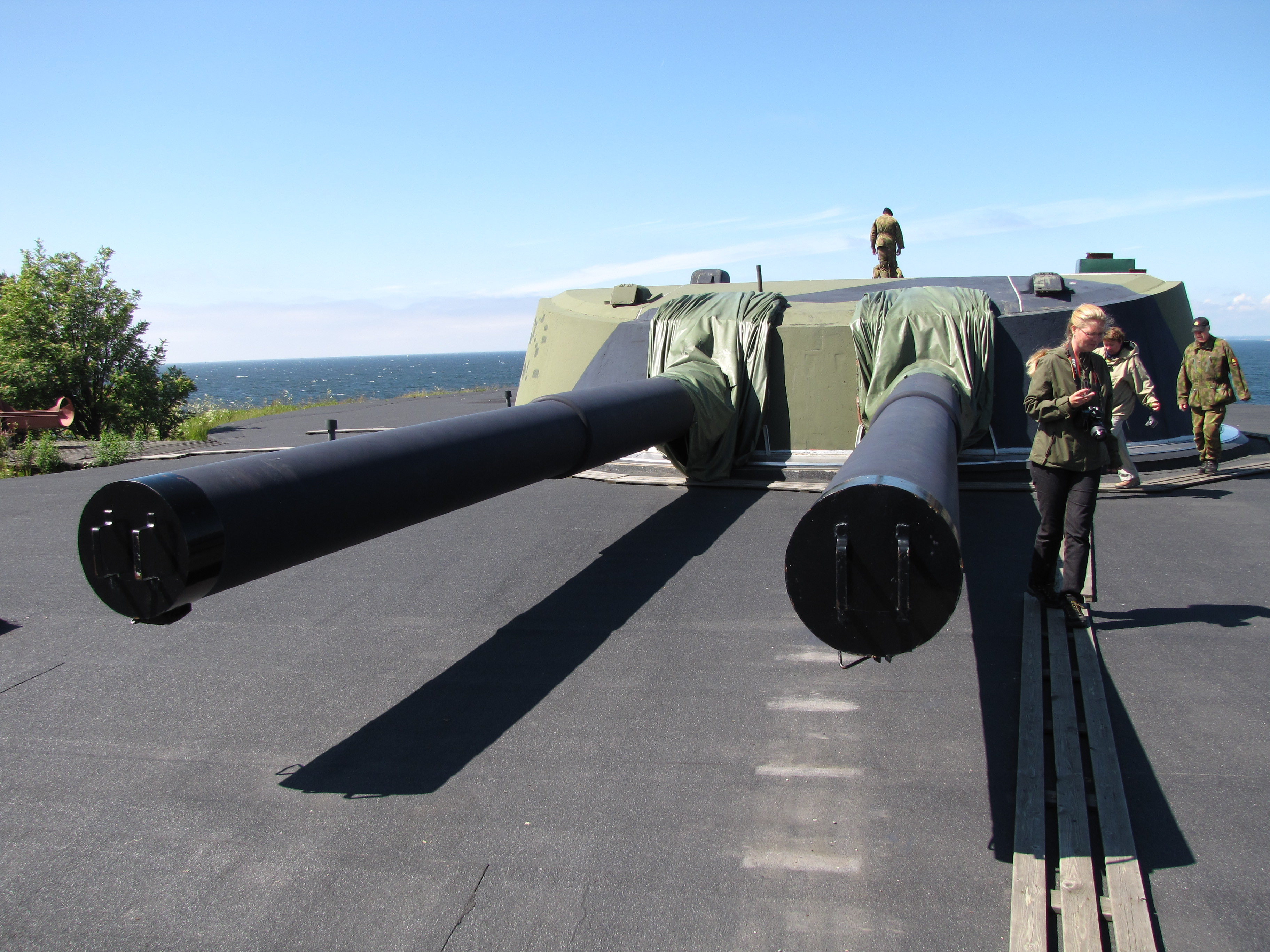
Une tourelle avec des canons jumeaux de 305 mm achevée en 1935.
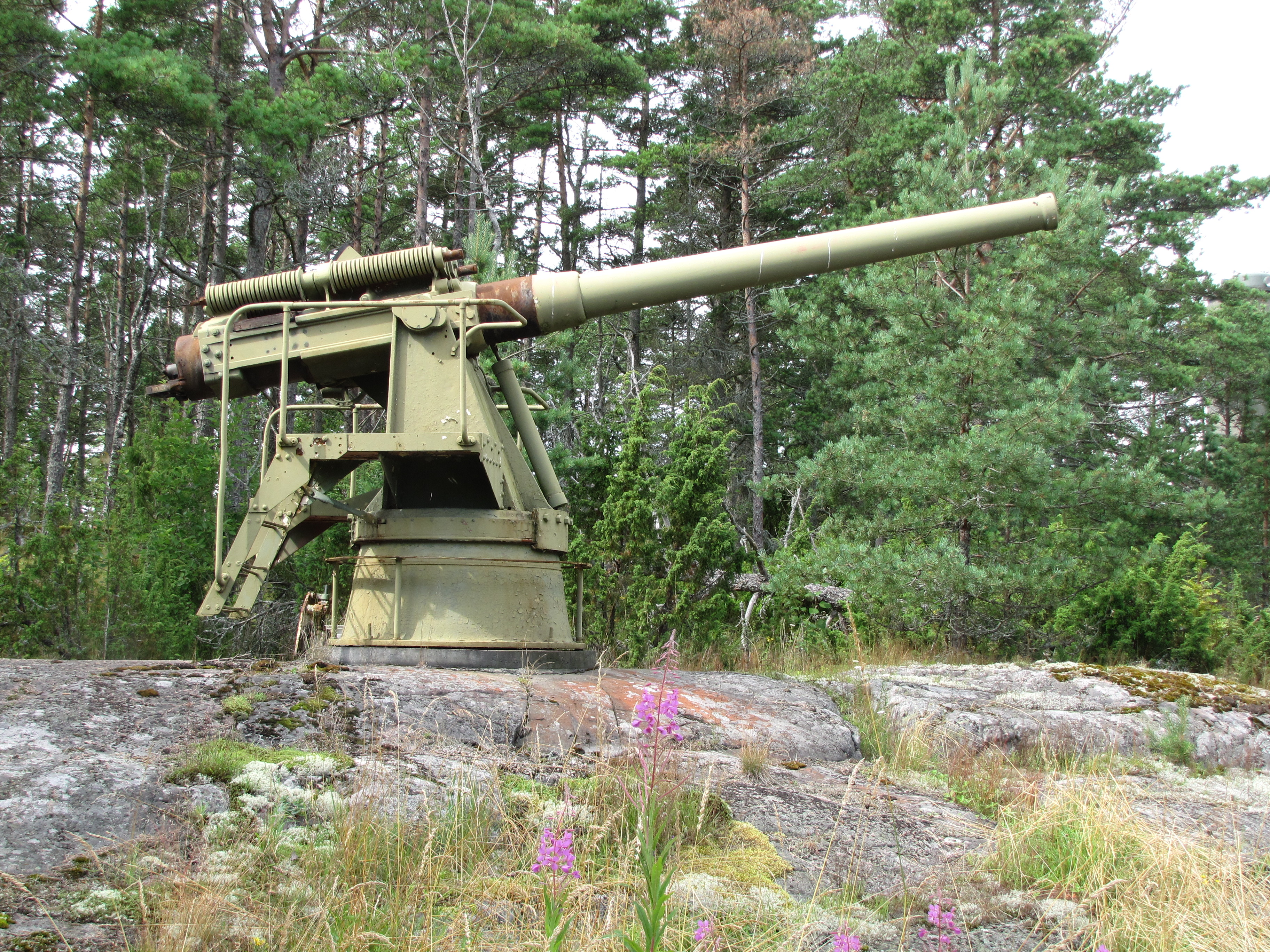
Canon de 120 mm produit par l'aciérie Oboukhov de Saint-Pétersbourg.
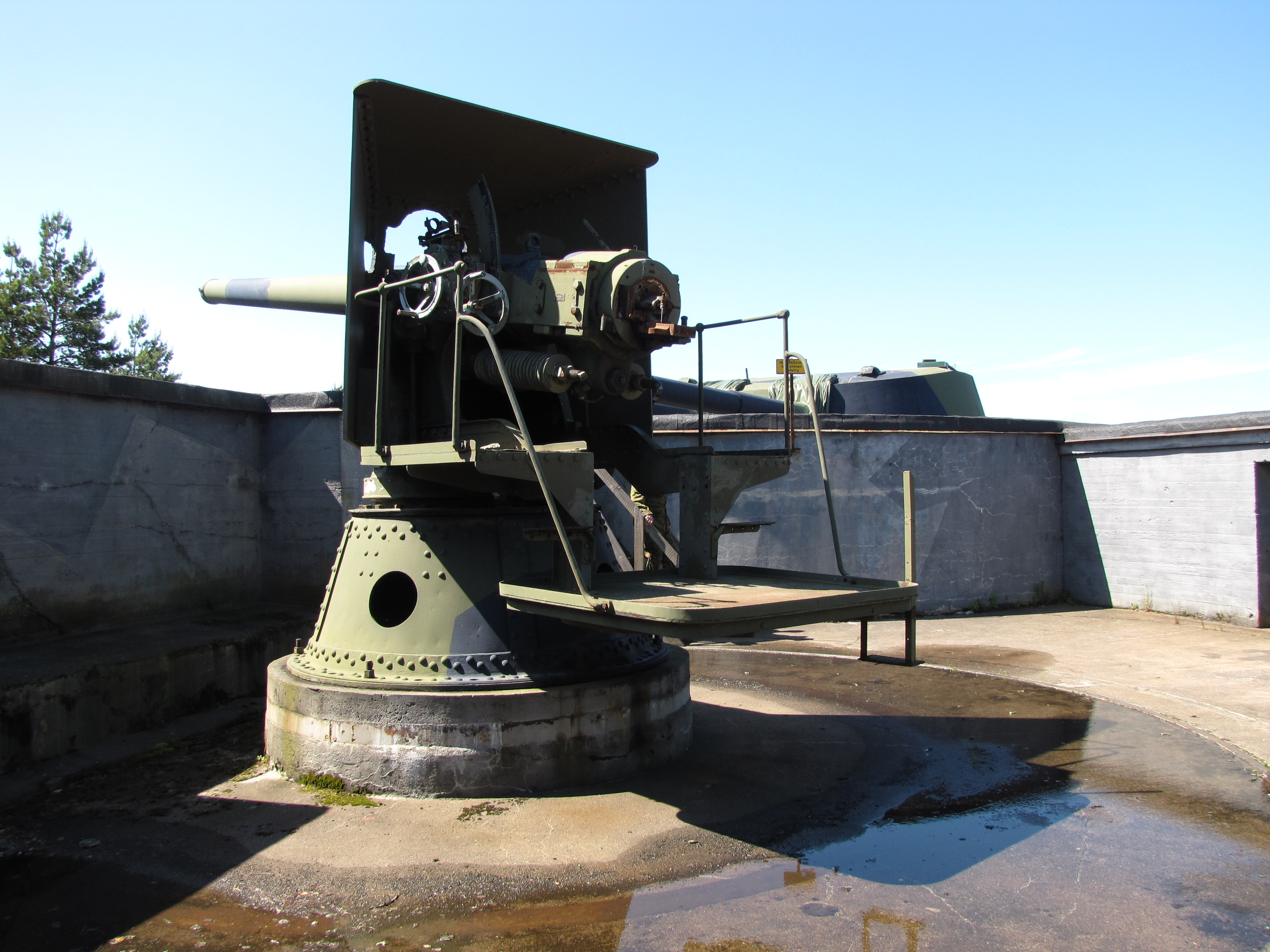
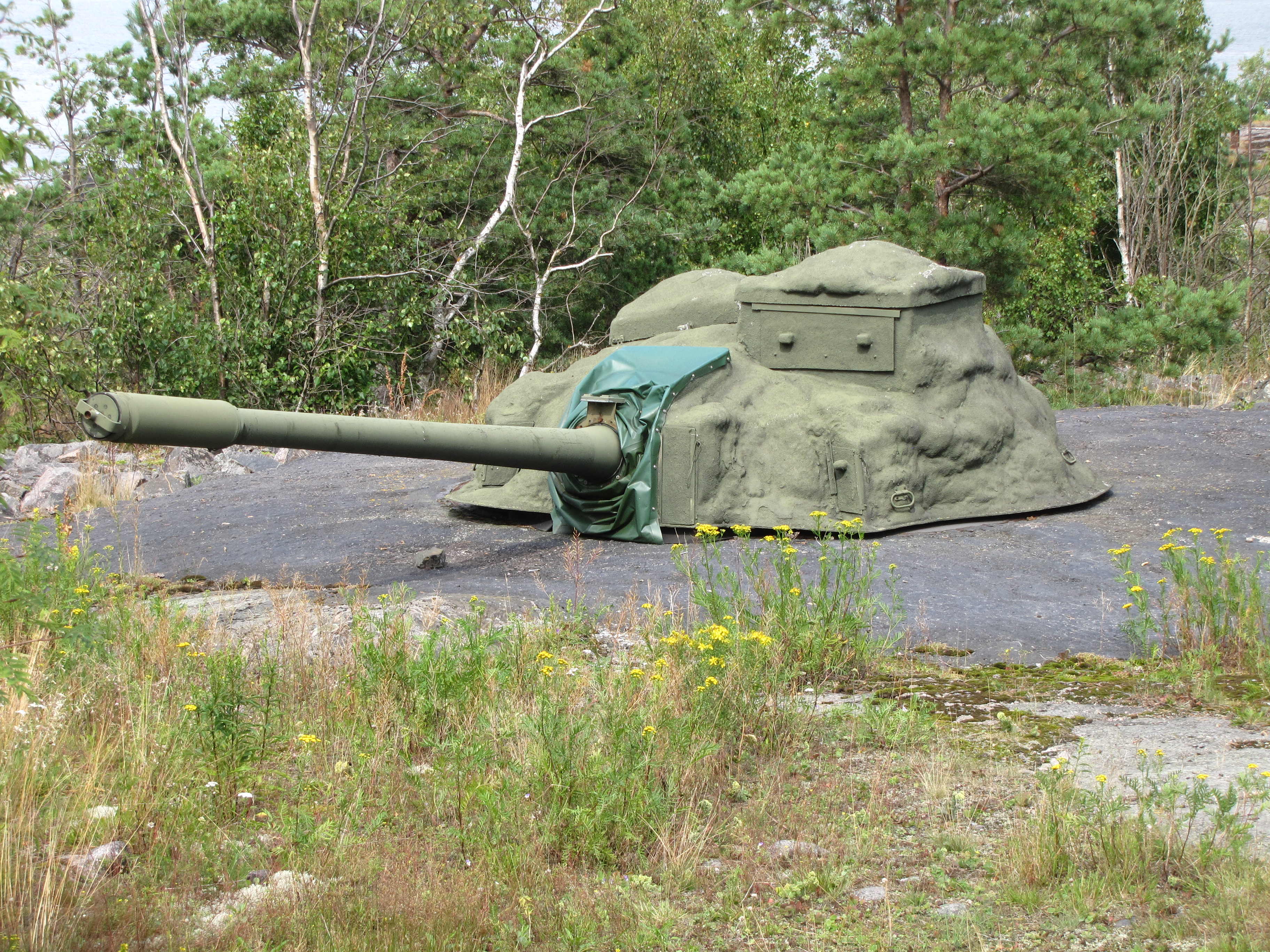
Tourelle de char T-55 modifié avec un canon de 100 mm.
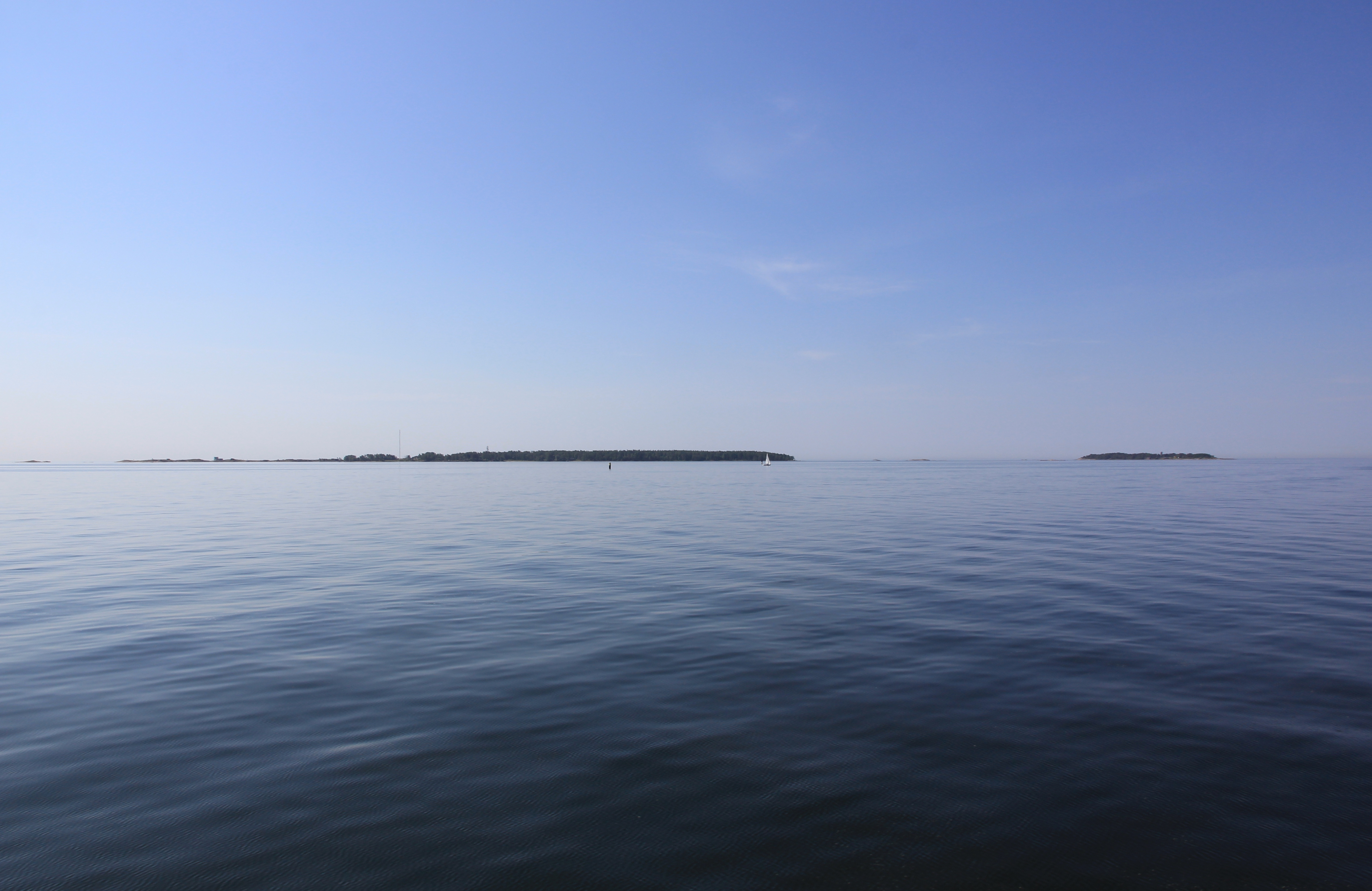
Isosaari à gauche et Kuivasaari.